# Wetzel megye
Wetzel megye az Amerikai Egyesült Államokban, azon belül Nyugat-Virginia államban található. Megyeszékhelye és legnagyobb városa New Martinsville. Lakosainak száma 14 442 fő (2020. április 1.). Wetzel megye Greene, Doddridge, Monongalia, Marion, Harrison, Tyler, Monroe és Marshall megyékkel határos.

## Népesség
A megye népességének változása:
| Lakosok száma | 16 557 | 16 405 | 16 419 | 16 204 | 15 816 | 14 442 |
|               | 2010   | 2011   | 2012   | 2013   | 2015   | 2020   |